# Ніколас Олівера
Андрес Ніколас Олівера (ісп. Andrés Nicolás Olivera, нар. 30 травня 1978, Монтевідео, Уругвай) — уругвайський футболіст, що грав на позиції нападника.
Виступав за національну збірну Уругваю.

## Клубна кар'єра
Вихованець футбольної школи клубу «Дефенсор Спортінг». Дорослу футбольну кар'єру розпочав 1996 року в основній команді того ж клубу, в якій провів один сезон, взявши участь у 44 матчах чемпіонату.
Протягом 1997—1998 років захищав кольори команди клубу «Валенсія».
Своєю грою за останню команду привернув увагу представників тренерського штабу клубу «Севілья», до складу якого приєднався 1998 року. Відіграв за клуб з Севільї наступні чотири сезони своєї ігрової кар'єри. Більшість часу, проведеного у складі «Севільї», був основним гравцем атакувальної ланки команди.
Згодом з 2002 по 2012 рік грав у складі команд клубів «Реал Вальядолід», «Кордова», «Дефенсор Спортінг», «Альбасете», «Дефенсор Спортінг», «Некакса», «Атлас», «Пуебла», «Веракрус», «Америка» та «Коррекамінос».
Завершив професійну ігрову кар'єру у клубі «Дефенсор Спортінг».

## Виступи за збірні
1997 року залучався до складу молодіжної збірної Уругваю. На молодіжному рівні зіграв у 7 офіційних матчах, забив 2 голи.
1997 року дебютував в офіційних матчах у складі національної збірної Уругваю. Протягом кар'єри у національній команді, яка тривала 10 років, провів у формі головної команди країни 28 матчів, забивши 8 голів.
У складі збірної був учасником розіграшу Кубка конфедерацій 1997 року у Саудівській Аравії, чемпіонату світу 2002 року в Японії і Південній Кореї.